# Dettingen unter Teck (Landschaftsschutzgebiet)
Dettingen unter Teck ist ein Landschaftsschutzgebiet mit der Schutzgebietsnummer 1.16.057 im Landkreis Esslingen in Baden-Württemberg.

## Lage und Beschreibung
Das Landschaftsschutzgebiet besteht aus zwei Teilflächen und liegt auf der Gemarkung der Gemeinde Dettingen unter Teck westlich und südlich des Ortes. Das heute bestehende Schutzgebiet entstand durch Verordnung vom 17. Februar 1977. Gleichzeitig traten die Verordnungen des Landratsamtes Nürtingen zum Schutze der Landschaftsbestandteile und Landschaftsteile im Landkreis Nürtingen vom 22. Oktober 1942 und zum Schutze des Landschaftsteils Tiefenbachtal vom 16. Oktober 1940 insoweit außer Kraft, als sie die in der neuen Verordnung von 1977 beschriebenen Gebiete betrafen.
Es gehört zm Naturraum 101-Vorland der mittleren Schwäbischen Alb innerhalb der naturräumlichen Haupteinheit 10-Schwäbisches Keuper-Lias-Land und liegt vollständig im Vogelschutzgebiet 7323-441 Vorland der mittleren Schwäbischen Alb. Ein kleiner Teil des Gebiets gehört zum FFH-Gebiet 7322-311 Albvorland Nürtingen-Kirchheim. Das Naturschutzgebiet 1.237-Teck und auch das Biosphärengebiet Schwäbische Alb grenzen direkt an.

## Schutzzweck
Wesentlicher Schutzzweck ist laut Schutzgebietsverordnung die Erhaltung der teils bewaldeten, landschaftlich reich gegliederten Hügelzone im Vorland der Schwäbischen Alb als wertvolles Erholungsgebiet in der Nähe des Verdichtungsraumes Stuttgart und der Stadt Kirchheim unter Teck.